# Vacuna contra la encefalitis transmitida por garrapatas
 La encefalitis por garrapatas es una enfermedad neurológica transmitida por garrapatas infectadas por el Virus Tick-Borne Encephalitis (TBEV), pertenece a la familia Flavivirus. Hasta el momento se conocen 3 subtipos: Europeo (ubicado comúnmente en la región Europea Continental), Siberiano y de Lejano Oriente (presente en las regiones de Asia Siberiana y Central ). Más del 87% de las personas que reciben la vacuna desarrollan la inmunidad.  No es útil si se administra después de la mordedura de una garrapata infectada.  Se administra mediante inyección en un músculo. 
La Organización Mundial de la Salud (OMS) recomienda inmunizar a todas las personas en áreas donde la enfermedad es común.  De lo contrario, la vacuna solo se recomienda para aquellos que están con alto riesgo de contagio.  Se recomiendan tres dosis seguidas, más dosis adicionales cada tres a cinco años.  Las vacunas se pueden usar en personas de a lo menos uno o tres años de edad, según la formulación. 
Los efectos secundarios graves son muy infrecuentes.  Los efectos secundarios menores pueden incluir fiebre, enrojecimiento y dolor en el lugar de la inyección.  Las formulaciones más antiguas se asociaban más a efectos secundarios.  La vacuna parece ser segura durante el embarazo. 
La primera vacuna contra TBE se desarrolló en 1937.  Está en la Lista de medicamentos esenciales de la Organización Mundial de la Salud, los medicamentos más efectivos y seguros que se necesitan en un sistema de salud.  Por dosis cuesta entre £50 y 70 en el Reino Unido.  La vacuna no está disponible en los Estados Unidos.
Se transmite a través de la mordedura de una garrapata infectada capaz de transmitir el virus presente en su saliva, o al tener contacto con animales transmisores del virus como: pájaros, murciélagos, ratones, lagartijas, topos, comadrejas, tejones, puerco espín, ardillas, erizos, musarañas, liebres, zorros, jabalí y ciervos. 

## Usos médicos
La eficacia de esta vacuna ha sido bien documentada.  También se ha demostrado que protege a los ratones de un desafío letal con varios virus TBE aislados obtenidos durante un período de más de 30 años en toda Europa y la parte asiática de la antigua Unión Soviética.  Además, se ha demostrado que los anticuerpos inducidos por la vacunación de voluntarios humanos neutralizaron todos los virus aislados probados. 

### Programa
Se recomiendan dos o tres dosis dependiendo de la formulación.  Por lo general, deben transcurrir entre uno y tres meses entre las primeras dosis y luego entre cinco y doce meses antes de la dosis final. Posterior a ello, se recomiendan dosis adicionales cada tres a cinco años. 

## Historia
La primera vacuna contra TBE se preparó en 1937 en los cerebros de ratones.  Unos 20 años más tarde, se desarrollaron vacunas contra la TBE derivadas de cultivos celulares (células de fibroblastos de embrión de pollo) y se usaron para la inmunización activa en humanos en la antigua Unión Soviética.  Más tarde, se desarrolló una vacuna de virus inactivado purificado que demostró ser más inmunogénico que las vacunas TBE anteriores. 

## Nombres comerciales
Los nombres comerciales de las vacunas incluyen Encepur N y FSME-Immun CC.